# Festival interceltique de Lorient 2008

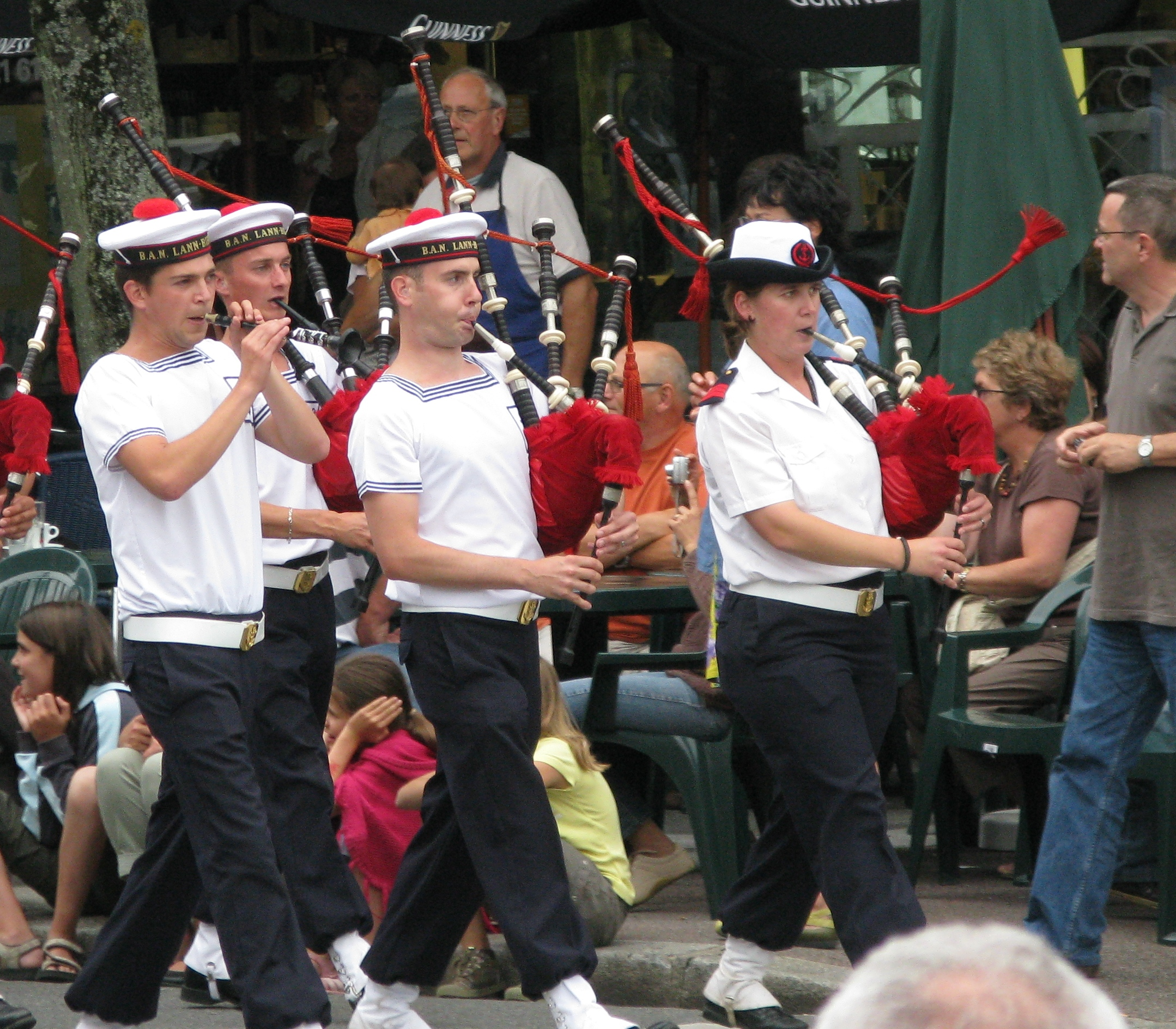
Les marins du Bagad de Lann-Bihoué lors de la Grande parade des nations celtes.

La 38e édition du Festival interceltique de Lorient se déroule du 1er au 10 août 2008. Le Pays de Galles est la nation celtique mise en avant pour cette édition.
Côté programmation, le festival reçoit Loreena McKennitt, Idir, The Chieftains, Soldat Louis, Celtas Cortos, Moving Hearts, les Red Hot Chilli Pipers, Dominique Dupuis et Catrin Finch.

## Préparations

### Programmation
La programmation de l'édition 2008 est rendue publique le 10 avril 2008 au Grand Théâtre de Lorient par Lisardo Lombardía. Plusieurs têtes d'affiches sont alors mises en avant comme Loreena Mc Kennitt, Moving Hearts, ou encore The Chieftains, bien que les organisateurs indiquent vouloir avant tout mettre en avant la création artistique. La présence d'artistes comme Idir, Celtas Cortos, et Les Balkaniks est aussi soulignée, dans le but de montrer que ce festival est aussi une « caisse de résonance d’accords croisés [qui] donne à partager une culture celtique cosmopolite, jamais renfermée sur elle-même »
.
Une place est faite à la scène alternative bretonne, qui occupe pour la seconde année la scène du Manège. Des activités culturelles et sportives sont aussi annoncées, avec une série d'exposition, de rencontres littéraires, ou encore une rencontre de rugby avec une sélection du Pays de Galle contre le club de rugby de Lanester.
Un partenariat est aussi annoncé avec le conseil général de la Loire-Atlantique, et des engagements dans le domaine du développement durable sont planifiés.

### Données financières
Le festival est tributaire d'un passif de près de 196 000 euros hérité des l'éditions précédentes, dont  58 400 euros pour la seule édition 2007. Des dépassements dans le budget sécurité notamment sont mis en avant pour expliquer ce déficit. Un plan d'économies est lancé pour l'édition 2008, avec pour but de rembourser l'intégralité des dettes en deux ans. Celui-ci prévoit une baisse de 25 % des dépenses de déplacement, de 27 % des dépenses de réception, et de 27 % des dépenses de sécurité (108 000 euros contre 149 000 euros pour l'édition précédente). 
Une hausse des subventions de 19 % est obtenue, qui représentent alors près de 33 % du budget de la structure. Lorient Agglomération augmente ainsi sa participation de 75 000 euros par an, et la région Bretagne porte à 420 000 euros sa participation.

## Déroulé

### Concours
Le Championnat national des bagadoù est remporté par le Bagad Cap Caval.
Le Trophée MacCrimmon pour soliste de great Highland bagpipe est remporté par Robert Watt.
Le Trophée MacCrimmon pour soliste de gaïta est remporté par le Galicien Pablo Devigo.
Le Concours International de Pibroc’h est remporté par Jacob Dicker.
Le Trophée Matilin an Dall pour couple de sonneurs est remporté par Daniel Le Féon et Erwan Menguy.
Le Trophée International Greatness de pipe band est remporté par le bagad Cap Caval.
Le Trophée de musique celtique Loïc Raison pour les nouveaux talents récompense le groupe manxois King Chiaullee (en).
Le concours Kitchen Music est remporté par Andrew Carlisle.
Le Trophée Botuha (pour les sonneurs de moins de 20 ans) est remporté par Jordane Guilloux.
Samuel Le Hénanff remporte le concours d'accordéon.
Lina Bellard remporte premier Trophée de harpe Camac.

## Discographie
Dès le printemps paraît une compilation contenant des titres des principaux artistes invités au festival :
- 2008 : 38ème festival interceltique de Lorient - Année du Pays de Galles (Keltia)| No  | Titre                                              | Durée |
| --- | -------------------------------------------------- | ----- |
| 1.  | Catrin Finch - Mountain dance                      |       |
| 2.  | Moving hearts - Downtown                           |       |
| 3.  | Loreena McKennitt - Stolen child                   |       |
| 4.  | Dulcamara - Ruxe'l Riu                             |       |
| 5.  | Soldat Louis - Highlands                           |       |
| 6.  | King Chiaullee - Continental stomp                 |       |
| 7.  | Sibrydion - Naw Bywyd                              |       |
| 8.  | Idir - Un cœur venu d'ailleurs                     |       |
| 9.  | Quempallou - A gaita de Melchor e Polca para Pucho |       |
| 10. | La Godinette - Ar miliner                          |       |
| 11. | Celtas Cortos - Hay que volver                     |       |
| 12. | Carreg Lafar - Cariad Cyntaf                       |       |
| 13. | Dàimh - Slippy Sean's                              |       |
| 14. | Bagad Saint-Nazaire - Ascenseur pour concerto      |       |
| 15. | The Chieftains - Morning dew                       |       |
| 16. | Toreth - Bwthyn                                    |       |
| 17. | Sylbàt - Magmafrica                                |       |
| 18. | Crasdant - Du fel y Glo                            |       |
| 19. | Los Ciquitrinos - Ciqui-Muneires                   |       |
| 20. | Côr Meibion Dowlais Male Choir - Hiraeth           |       |

## Sources